# Lenka Šindlerová
Lenka Šindlerová (* 4. ledna 1964) je bývalá československá a česká zápasnice – judistka.

## Sportovní kariéra
Judu se věnovala od 12 let v Litoměřicích v klubu Rudá Hvězda (dnes Litokan) pod vedením Jaroslava Slabého st.. Od roku 1985 se připravovala v Hradci Králové v klubu Spartak (dnes Sokol) pod vedením René Srdínka. Patřila k průkopnicím ženského sportovního juda v bývalém Československu, které reprezentovala od svých 18 let v polostřední váze do 61 kg.
V roce 1988 dostala pozvánku od Mezinárodní judistické federace startovat na olympijských hrách v Soulu v ukázkové soutěži ženského juda. Judističtí funkcionáři jí však nedokázali prosadit na ÚV ČSTV do československé olympijské nominace a na olympijských hrách v Soulu tak nestartovala.
V květnu 1989 získala historicky první ženskou medaili z mistrovství Evropy pro české judo ve finských Helsinkách. V roce 1991 však přišla o start na domácím mistrovství Evropy v Praze, když týden před začátkem soutěží utrpěla při tréninku zranění v oblasti hrudníku. V roce 1992 do olympijské kvalifikace na olympijské hry v Barceloně nezasáhla.
Žije ve Švýcarsku. Nedaleko Usteru učí na gymnáziu tělesnou výchovu.

### Výsledky
| Turnaj             | 1984 | 1985 | 1986 | 1987 | 1988 | 1989 | 1990 | 1991 |
| Turnaj             | 20   | 21   | 22   | 23   | 24   | 25   | 26   | 27   |
| Turnaj             | −61  | −61  | −61  | −61  | −61  | −61  | −61  | −61  |
| ------------------ | ---- | ---- | ---- | ---- | ---- | ---- | ---- | ---- |
| Olympijské hry     |      |      |      |      | —    |      |      |      |
| Mistrovství světa  | 5.   |      | —    | 5.   |      | úč.  |      | úč.  |
| Mistrovství Evropy | —    | —    | úč.  | —    | 5.   | 2.   | úč.  | —    |

### Olympijské hry a mistrovství světa
| Olympijské hry a mistrovství světa | Olympijské hry a mistrovství světa | Olympijské hry a mistrovství světa | Olympijské hry a mistrovství světa | Olympijské hry a mistrovství světa | Olympijské hry a mistrovství světa | Olympijské hry a mistrovství světa | Olympijské hry a mistrovství světa |
| Kolo                               | Výsledek                           | Bilance                            | Soupeř                             | Výsledek                           | Datum                              | Turnaj                             | Místo                              |
| 1991 Mistrovství světa do 61 kg    | 1991 Mistrovství světa do 61 kg    | 1991 Mistrovství světa do 61 kg    | 1991 Mistrovství světa do 61 kg    | 1991 Mistrovství světa do 61 kg    | 1991 Mistrovství světa do 61 kg    | 1991 Mistrovství světa do 61 kg    | 1991 Mistrovství světa do 61 kg    |
| ---------------------------------- | ---------------------------------- | ---------------------------------- | ---------------------------------- | ---------------------------------- | ---------------------------------- | ---------------------------------- | ---------------------------------- |
| 1/64                               | prohra                             | 8-7                                | Čo Min-son (KOR)                   | juko (oug)                         | 126. července 1991                 | Mistrovství světa                  | Barcelona, Španělsko               |
| 1989 Mistrovství světa do 61 kg    |                                    |                                    |                                    |                                    |                                    |                                    |                                    |
| opravy                             | prohra                             | 8-6                                | Diane Bellová (GBR)                | ?                                  | 12. října 1989                     | Mistrovství světa                  | Bělehrad, Jugoslávie               |
| čtvrtfinále                        | prohra                             | 8-5                                | Jelena Petrovová (URS)             | ?                                  | 12. října 1989                     | Mistrovství světa                  | Bělehrad, Jugoslávie               |
| 1/16                               | vítězství                          | 8-4                                | Olivia Jesusová (POR)              | ?                                  | 12. října 1989                     | Mistrovství světa                  | Bělehrad, Jugoslávie               |
| 1/32                               | vítězství                          | 7-4                                | Čchin Siou-pin (CHN)               | ?                                  | 12. října 1989                     | Mistrovství světa                  | Bělehrad, Jugoslávie               |
| 1987 Mistrovství světa do 61 kg    |                                    |                                    |                                    |                                    |                                    |                                    |                                    |
| o 3. místo                         | prohra                             | 6-4                                | Noriko Močidaová (JPN)             | ippon                              | 20. listopadu 1987                 | Mistrovství světa                  | Essen, Německo                     |
| opravy                             | vítězství                          | 6-3                                | Anne-Marie Pepperová (AUT)         | ippon                              | 20. listopadu 1987                 | Mistrovství světa                  | Essen, Německo                     |
| čtvrtfinále                        | prohra                             | 5-3                                | Diane Bellová (GBR)                | koka                               | 20. listopadu 1987                 | Mistrovství světa                  | Essen, Německo                     |
| 1/16                               | vítězství                          | 5-2                                | Inger-Lise Solheimová (NOR)        | jusei-gači                         | 20. listopadu 1987                 | Mistrovství světa                  | Essen, Německo                     |
| 1/32                               | vítězství                          | 4-2                                | Gabriele Ritschelová (FRG)         | ippon                              | 20. listopadu 1987                 | Mistrovství světa                  | Essen, Německo                     |
| 1984 Mistrovství světa do 61 kg    |                                    |                                    |                                    |                                    |                                    |                                    |                                    |
| o 3. místo                         | prohra                             | 3-2                                | Kaori Hačinoheová (JPN)            | ?                                  | 11. listopadu 1984                 | Mistrovství světa                  | Vídeň, Rakousko                    |
| semifinále                         | prohra                             | 3-1                                | Chantal Hanová (NED)               | ?                                  | 11. listopadu 1984                 | Mistrovství světa                  | Vídeň, Rakousko                    |
| čtvrtfinále                        | vítězství                          | 3-0                                | Wang (CHN)                         | ?                                  | 11. listopadu 1984                 | Mistrovství světa                  | Vídeň, Rakousko                    |
| 1/16                               | vítězství                          | 2-0                                | Susan Ulrichová (CAN)              | ?                                  | 11. listopadu 1984                 | Mistrovství světa                  | Vídeň, Rakousko                    |
| 1/32                               | vítězství                          | 1-0                                | Gordana Tošinovićová (YUG)         | ?                                  | 11. listopadu 1984                 | Mistrovství světa                  | Vídeň, Rakousko                    |

### Mistrovství Evropy
| Mistrovství Evropy                      | Mistrovství Evropy               | Mistrovství Evropy               | Mistrovství Evropy               | Mistrovství Evropy               | Mistrovství Evropy               | Mistrovství Evropy               | Mistrovství Evropy               |
| Kolo                                    | Výsledek                         | Bilance                          | Soupeř                           | Výsledek                         | Datum                            | Turnaj                           | Místo                            |
| 1990 Mistrovství Evropy do 61 kg        | 1990 Mistrovství Evropy do 61 kg | 1990 Mistrovství Evropy do 61 kg | 1990 Mistrovství Evropy do 61 kg | 1990 Mistrovství Evropy do 61 kg | 1990 Mistrovství Evropy do 61 kg | 1990 Mistrovství Evropy do 61 kg | 1990 Mistrovství Evropy do 61 kg |
| --------------------------------------- | -------------------------------- | -------------------------------- | -------------------------------- | -------------------------------- | -------------------------------- | -------------------------------- | -------------------------------- |
| opravy                                  | prohra                           | 6-7                              | Jelena Petrovová (URS)           | ?                                | 13. května 1990                  | Mistrovství Evropy               | Frankfurt, Německo               |
| 1/32                                    | prohra                           | 6-6                              | Gella Vandecaveyeová (BEL)       | ?                                | 13. května 1990                  | Mistrovství Evropy               | Frankfurt, Německo               |
| 1989 Mistrovství Evropy do 61 kg        |                                  |                                  |                                  |                                  |                                  |                                  |                                  |
| finále                                  | prohra                           | 6-5                              | Catherine Fleuryová (FRA)        | jusei-gači                       | 13. května 1989                  | Mistrovství Evropy               | Helsinki, Finsko                 |
| semifinále                              | vítězství                        | 6-4                              | Monica Barbieriová (ITA)         | wazari                           | 13. května 1989                  | Mistrovství Evropy               | Helsinki, Finsko                 |
| čtvrtfinále                             | vítězství                        | 5-4                              | Renate Lehnerová (AUT)           | juko                             | 13. května 1989                  | Mistrovství Evropy               | Helsinki, Finsko                 |
| 1/16                                    | vítězství                        | 4-4                              | Marjolein van Dommelenová (NED)  | juko                             | 13. května 1989                  | Mistrovství Evropy               | Helsinki, Finsko                 |
| 1988 Mistrovství Evropy do 61 kg        |                                  |                                  |                                  |                                  |                                  |                                  |                                  |
| o 3. místo                              | prohra                           | 3-4                              | Renate Lehnerová (AUT)           | ?                                | 21. května 1988                  | Mistrovství Evropy               | Pamplona, Španělsko              |
| opravy                                  | vítězství                        | 3-3                              | Catherine Fleuryová (FRA)        | ?                                | 21. května 1988                  | Mistrovství Evropy               | Pamplona, Španělsko              |
| opravy                                  | vítězství                        | 2-3                              | Birgit Blumová (LIE)             | ?                                | 21. května 1988                  | Mistrovství Evropy               | Pamplona, Španělsko              |
| ?                                       | prohra                           | 1-3                              | Begoña Gómezová (ESP)            | ?                                | 21. května 1988                  | Mistrovství Evropy               | Pamplona, Španělsko              |
| 1986 Mistrovství Evropy bez rozdílu vah |                                  |                                  |                                  |                                  |                                  |                                  |                                  |
| opravy                                  | prohra                           | 1-2                              | Merete Greyová (DEN)             | ?                                | 16. března 1986                  | Mistrovství Evropy               | Londýn, Spojené království       |
| 1986 Mistrovství Evropy do 61 kg        |                                  |                                  |                                  |                                  |                                  |                                  |                                  |
| 1/16                                    | prohra                           | 1-1                              | Kirsi Kokková (FIN)              | ?                                | 15. března 1986                  | Mistrovství Evropy               | Londýn, Spojené království       |
| 1/32                                    | vítězství                        | 1-0                              | O'Sullivanová (IRL)              | ?                                | 15. března 1986                  | Mistrovství Evropy               | Londýn, Spojené království       |